# Ecoflex
Ecoflex es un plástico biodegradable desarrollado por la multinacional química BASF en su fábrica en Ludwigshafen, Alemania. 
Según la multinacional, este plástico biodegradable es un “fertilizante”. Que se pudre y descompone en residuos naturales por la acción de los microorganismos que descomponen la materia orgánica en menos de tres meses. Y lo han conseguido añadiendo un monómero (el ácido adípico) a la cadena molecular de los poliésteres alifáticos cuya principal característica es que son fácilmente biodegradables, lo que ha permitido subir su temperatura de fusión desde los 60 hasta los 100 °C.
El resultado es un plástico que se descompone en menos de 60 días, en contraste con los 100 años que como media tarda en descomponerse el plástico habitualmente utilizado en la actualidad.
La multinacional proyecta el uso de este producto sobre todo para plásticos de envasado.